# Diocesi di Aleria
La diocesi di Aleria (in latino Dioecesis Aleriensis) è una diocesi soppressa e sede titolare della Chiesa cattolica.

## Territorio
La diocesi si estendeva nella parte centro-orientale della Corsica. Era la più vasta tra le diocesi isolane, composta da 23 pievi, di cui due enclavi, la pieve di Aregno nella diocesi di Mariana e la pieve di Carbini nella diocesi di Ajaccio.
Primitiva sede vescovile era la città di Aleria, nell'attuale dipartimento francese dell'Alta Corsica. Nel basso medioevo la città, dapprima distrutta dai Saraceni e poi diventata un covo di pirati, fu abbandonata e la regione si spopolò. I vescovi perciò posero la loro residenza episcopale in diverse località, finché, a partire dal 1578, si stabilirono a Cervione, dove fu eretta a cattedrale la chiesa di Sant'Erasmo.

## Storia

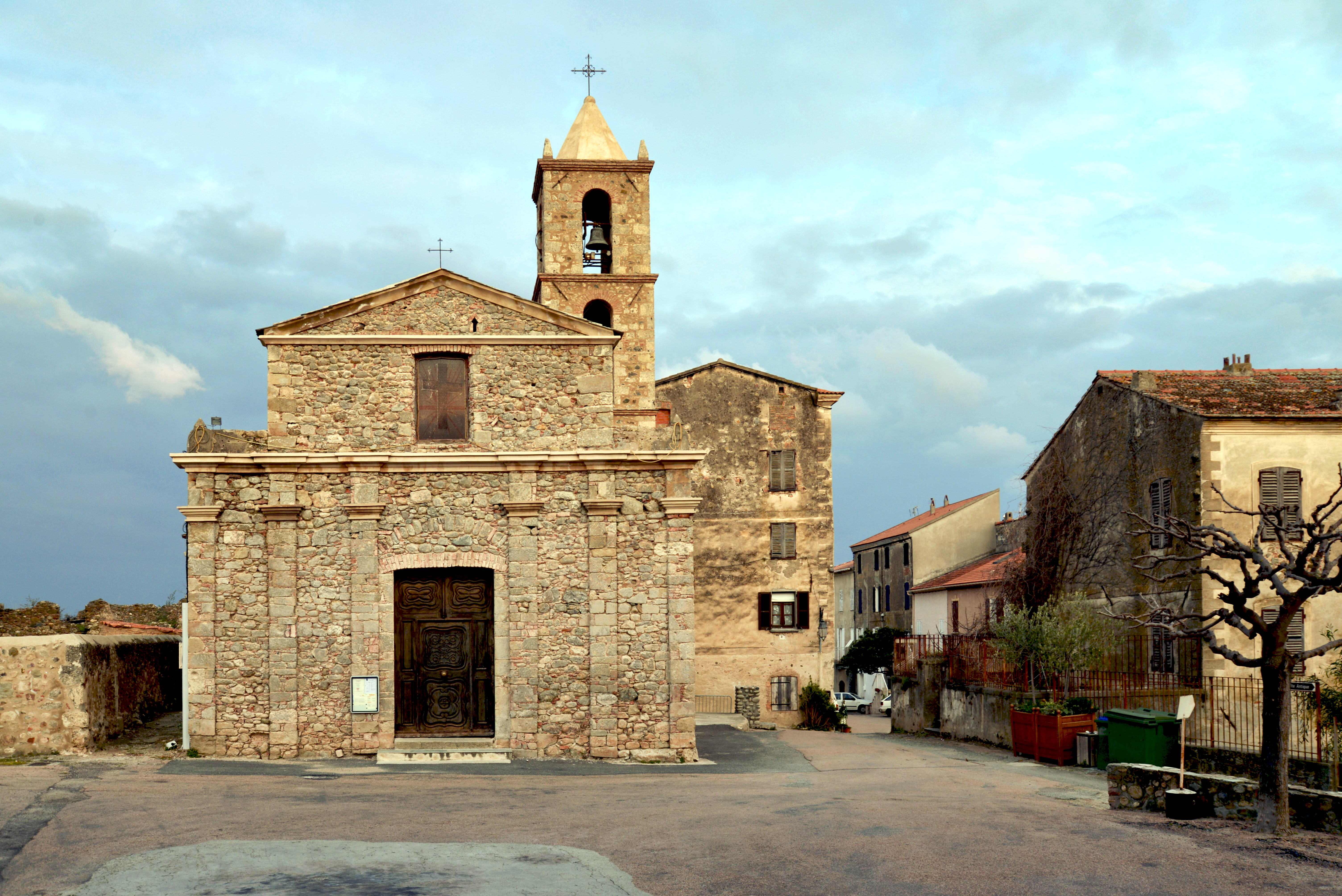
La chiesa di San Marcello a Aleria, costruita nel XV secolo sul sito dell'antica cattedrale diocesana.

Incerte sono le origini della diocesi di Aleria, probabilmente nel VI secolo. La prima menzione della sede è in una lettera di Gregorio Magno del 591 a Martino vescovo di Taina (Tanata ?), il quale, dopo un lungo governo su questa antica sede ridotta oramai in rovina, viene trasferito ad Aleria, che da lungo tempo è vacante. Successore di Martino fu Pietro, al quale il pontefice ordina nel 596 di continuare la conversione dei pagani e di quei fedeli passati all'idolatria. Un'altra lettera del medesimo pontefice infine informa che nel 601 la diocesi era «diu sine episcopo».
In seguito, per i successivi cinque secoli, scarsissime sono le notizie sulla diocesi di Aleria e le sue istituzioni. A causa delle incursioni dei Goti, dei Longobardi e poi dei Saraceni, la serie episcopale subì numerose interruzioni; in questo periodo sono noti i nomi di soli tre vescovi, Bonoso al sinodo romano del 649, Petronio in una carta dell'813 e Ambrogio in un altro documento del 981.
Fino all'XI secolo, come tutte le diocesi corse, Aleria era immediatamente soggetta alla Santa Sede. Il 27 aprile 1092 entrò a far parte della metropolia di Pisa in forza della bolla Cum universis di papa Urbano II.
La situazione religiosa e disciplinare della diocesi, come la maggior parte di quelle corse, lasciava molto a desiderare; le lettere dei papi del basso medioevo rivelano che i vescovi dell'epoca erano per lo più analfabeti e non sapevano né leggere né predicare; il malcostume era diffuso nel clero, così come il concubinato, anche tra i vescovi; sotto papa Gregorio XI si dovette fare ricorso all'inquisizione per estirpare l'eresia e la superstizione ovunque diffusi.
Tra i principali vescovi si ricorda la figura di sant'Alessandro Sauli che resse le sorti della diocesi dal 1570 al 1591 dando notevole impulso ad una diocesi di ridotte dimensioni. Egli fece erigere la nuova cattedrale a Cervione, ricostruita nel Settecento, ed applicò le disposizioni del concilio di Trento, tra le quali l'istituzione del seminario. L'opera riformatrice di Sauli fu ripresa una ventina d'anni dopo da Decio Giustiniani († 1642), che lasciò il ricordo di uno zelante missionario e di benefattore delle chiese e dei poveri.
Nel 1768 la Corsica divenne francese; il re Luigi XV di Francia nominò il primo vescovo francese, Jean-Joseph-Marie de Guernes, nel 1770, che fu anche l'ultimo vescovo di Aleria. Il 14 marzo 1770, con il breve Cum insula Corsica, papa Clemente XIV concesse a re Luigi XV di Francia il diritto di nomina dei vescovi corsi, riservadosi tuttavia gli antichi diritti spirituali e temporali di cui la Santa Sede godeva da tempo immemorabile sull'isola, in particolare quello di consacrare i nuovi vescovi.
In seguito al concordato napoleonico del 1801, la diocesi fu soppressa con la bolla Qui Christi Domini di papa Pio VII del 29 novembre 1801 e il suo territorio incorporato in quello della diocesi di Ajaccio.
Dal 2002 Aleria è annoverata tra le sedi vescovili titolari della Chiesa cattolica; dal 21 giugno 2002 il vescovo titolare è Guido Fiandino, già vescovo ausiliare di Torino.

## Cronotassi dei vescovi
- Martino † (591 - ?)
- Pietro † (menzionato nel 596)
  - Sede vacante nel 601
- Bonoso † (menzionato nel 649)
- Petronio † (menzionato nell'813)
- Ambrogio † (menzionato nel 981)
- Landolfo † (prima del 1095 - dopo il 1118)[7]
- Biagio † (menzionato nel 1172)
- Anonimo, O.S.B. † (prima del 1249 - febbraio 1252 esiliato)
- L. † (menzionato nel 1257)[7]
- Nicolò Fortiguerra, O.P. † (menzionato nel 1270)
- Guglielmo † (menzionato nel 1309)
- Gherardo Orlandi, O.E.S.A. † (1322 - 2 marzo 1328) [8][9]
- Galgano Bocca di Bue (Galgano Biagio di Firenze), O.F.M. † (14 marzo 1330 - 20 novembre 1342 nominato vescovo di Cefalù)
- Guglielmo Arcumbaldi, O.E.S.A. † (15 gennaio 1343 - 30 luglio 1345 nominato vescovo di Segni) [10]
- Arnoldo, O.P. † (30 luglio 1345 - ?)
- Raimondo † (4 maggio 1351 - ? deceduto)
- Giovanni di Pavia, O.F.M. † (15 marzo 1361 - 1362 deceduto)
- Biagio II, O.P. † (8 novembre 1362 - ? deceduto)
- Salvino di Nebbio † (5 novembre 1365 - 1405 deceduto)
- Bartolomeo † (13 gennaio 1406 - 1410 deceduto)
- Ottobono Lomellino † (18 febbraio 1411 - 1411 deceduto)
- Ambrogio d'Omessa † (15 gennaio 1412 - circa 1440 deceduto)
- Leone, O.P. † (17 settembre 1440 - ? deceduto)[11]
- Giovanni Andrea Bussi † (23 luglio 1466 - 4 febbraio 1475 deceduto)
- Ardicino della Porta † (22 febbraio 1475 - 4 febbraio 1493 deceduto)
- Girolamo Pallavicini † (8 febbraio 1493 - 1517 deceduto)[12]
- Innocenzo Cibo † (19 giugno 1518 - 11 marzo 1520 nominato arcivescovo di Genova)
- Francesco Pallavicini † (19 dicembre 1520 - ? deceduto)
- Pietro Francesco Pallavicini † (? succeduto - ? deceduto)[13]
- Sant'Alessandro Sauli, B. † (10 febbraio 1570 - 10 maggio 1591 nominato vescovo di Pavia)
- Ottavio Belmosto † (31 luglio 1591 - 1608 dimesso)
- Domenico Rivarola † (10 dicembre 1608 - 30 marzo 1609 nominato arcivescovo di Nazareth)
- Giovanni Scalo (o Sauli), O.P. † (19 giugno 1609 - 1611 deceduto)
- Giovan Francesco Morta (o Mirto), C.R. † (18 aprile 1611 - 1612 deceduto)
- Decio Giustiniani, O.P. † (27 febbraio 1612 - 21 novembre 1642 deceduto)
- Ottaviano Raggi † (12 gennaio 1643 - 31 dicembre 1643 deceduto)
- Agostino Donghi, C.R. † (18 aprile 1644 - 28 o 29 gennaio 1648 deceduto)
- Giovanni Battista Imperiali, C.R. † (24 novembre 1653 - 13 aprile 1674 deceduto)
- Mario Emmanuele Durazzo † (25 giugno 1674 - 19 maggio 1704 nominato vescovo di Accia e Mariana)
- Raffaele Raggi, B. † (2 marzo 1705 - 20 settembre 1712 deceduto)
- Carlo Maria Giuseppe Fornari † (30 gennaio 1713 - 20 febbraio 1715 nominato vescovo di Albenga)
- Agostino Saluzzo, C.M. † (18 marzo 1715 - 3 luglio 1720 nominato vescovo di Accia e Mariana)
- Camillo de Mari, C.R. † (30 settembre 1720 - gennaio 1741 deceduto)
- Girolamo Curlo † (29 maggio 1741 - 27 dicembre 1749 deceduto)
- Matteo d'Angelis † (23 settembre 1750 - dicembre 1769 deceduto)
- Jean-Joseph-Marie de Guernes † (6 agosto 1770 - 29 novembre 1801 dimesso)

## Cronotassi dei vescovi titolari
- Guido Fiandino, dal 21 giugno 2002